# غرنيا رادغنا
غرنيا رادغنا (بالإنجليزية: Gornja Radgona)‏ هي مستوطنة تقع في سلوفينيا في Gornja Radgona Municipality. يقدر عدد سكانها بـ 3,130 نسمة ومساحتها 3.0 كم2 وترتفع عن سطح البحر 206 متر.

## المدن التوأمة
مدينة بروخزال هي مدينة توأمة لـغرنيا رادغنا.